# Bill Nilsson

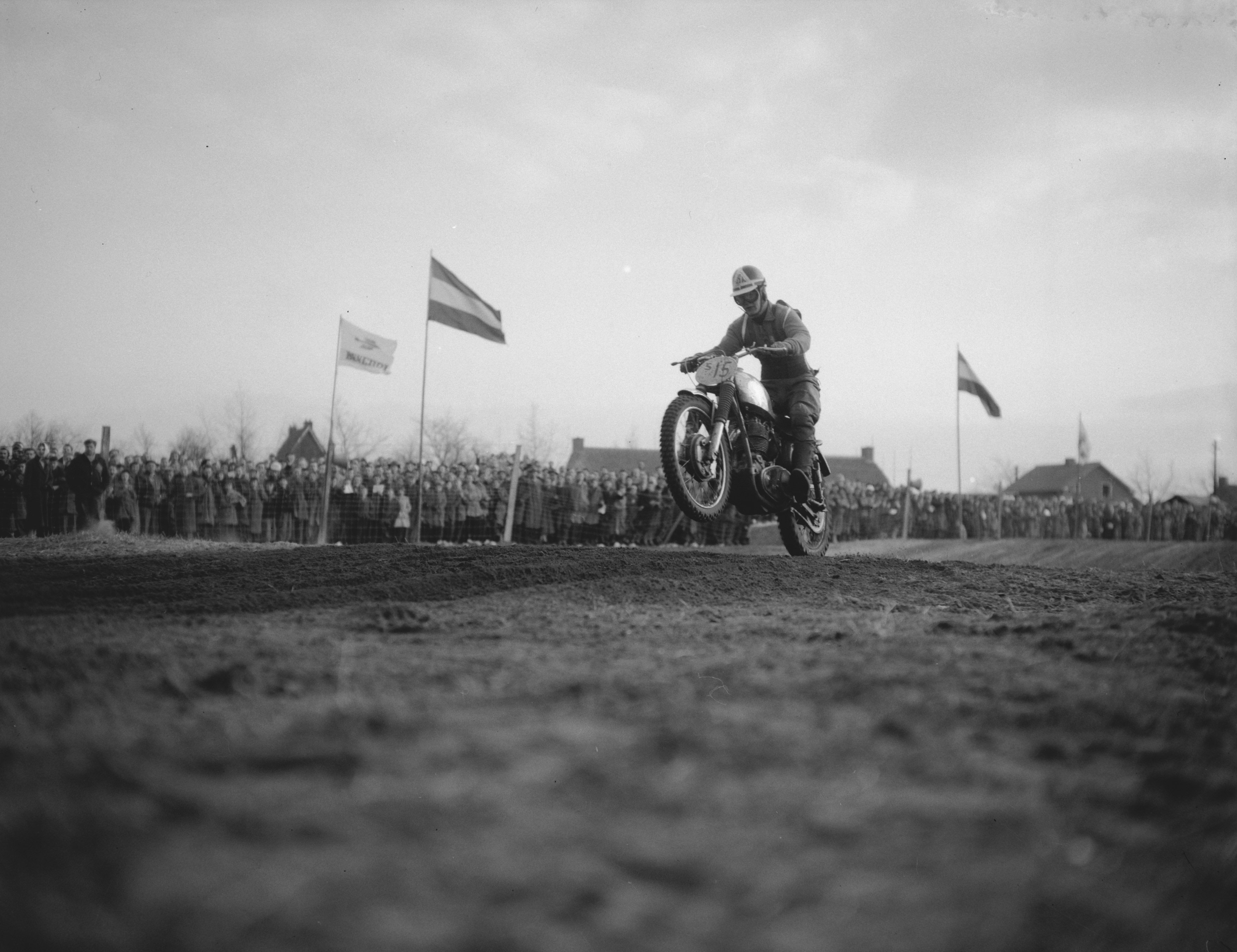
Bill Nilsson op een Crescent in 1958

Bill Nilsson (Hallstavik, 17 december 1932 - 25 augustus 2013) was een Zweeds motorcrosser.

## Carrière
Nilsson won het allereerste Wereldkampioenschap motorcross 500cc in 1957 met een AJS. In 1955, 1958 en 1961 maakte hij deel uit van het Zweedse winnende team in de Motorcross der Naties. Hij werd voor de tweede keer wereldkampioen in 1960 met een Husqvarna, meteen de eerste wereldtitel ooit voor Husqvarna. Nilsson was ook een begenadigd endurorijder.

## Palmares
- 1955: Winnaar Motorcross der Naties
- 1957: Wereldkampioen 500cc
- 1958: Winnaar Motorcross der Naties
- 1960: Wereldkampioen 500cc
- 1961: Winnaar Motorcross der Naties